# Erissoides argentinus
Erissoides argentinus is een spinnensoort in de taxonomische indeling van de krabspinnen (Thomisidae).
Het dier behoort tot het geslacht Erissoides. De wetenschappelijke naam van de soort werd voor het eerst geldig gepubliceerd in 1931 door Cândido Firmino de Mello-Leitão.